# Alfred Couverchel
Alfred Couverchel, né le 25 janvier 1834 à Marseille-le-Petit et mort le 1er septembre 1867 à Chatou, est un peintre français.

## Biographie
Alfred Couverchel est le fils de Georges Couverchel (1793-1869) et de Joséphine Allard (1795-1867). Sa sœur Claire sera peintre également.
Elève de François Édouard Picot et d'Horace Vernet et expose au Salon de 1857 à 1867.
Peintre d'histoire, il peint surtout des scènes et paysages africains.
En 1862, il se rend à Laghouat pour reproduire les épisodes de l'expédition contre les Touaregs.
Il meurt célibataire au domicile de ses parents à Chatou à l'âge de 33 ans, des suites d'une rapide affection du foie compliquée d'une congestion du cerveau. Il est inhumé dans petit cimetière de Croissy.

## Œuvres exposées aux Salons parisiens
- Combat de Kanghil (Crimée), 29 septembre 1855, au Salon de 1859
- Portrait de M. le général d’Allonville, au Salon de 1859
- Bataille de Magenta, au Salon de 1861
- Un zouave, au Salon de 1861
- Capture du chérif Mohammed ben-Abdallah en septembre 1861, au Salon de 1863
- Une si bonne pipe !, au Salon de 1863, aquarelle
- Portrait équestre du général de division Walsin Esterhazy, au Salon de 1864
- Cavalier marocain, au Salon de 1864
- Étalon arabe, au Salon de 1865
- L’Oued Zergoun (extrémité sud de la province d’Oran), au Salon de 1865
- Chasse aux sangliers dans les plaines d'Oudja (Maroc), au Salon de 1866
- Un turco ; souvenir du Sud, au Salon de 1866
- Femmes chrétiennes maronites conduites en captivité par les Druses (Syrie), au Salon de 1867